# Stadionul Sinobo
Stadionul Sinobo (cunoscută ca Synot Tip Arena sau Eden Arena) este un stadion de fotbal din Praga, Cehia. Stadionul a fost ales pentru disputarea Finalei Conference League 2023 și  Supercupei Europei 2013.

## Legături externe
- Homepage
- Stadium picture Arhivat în 6 aprilie 2012, la Wayback Machine.
- SK Slavia Prague
- Photos of opening night from ouafc.com

50°04′03″N 14°28′18″E / 50.06750°N 14.47167°E